# Джим Макговерн
Джеймс Патрік «Джим» Макговерн (англ. James Patrick «Jim» McGovern; нар. 20 листопада 1959, Вустер, Массачусетс) — американський політик-демократ, представляє штат Массачусетс у Палаті представників США з 1997. Він є членом Прогресивного форуму Конгресу і неодноразово визнався одним з найліберальніших членів Конгресу.
Макговерн закінчив Вустерську академію, а у 1984 — Американський університет у Вашингтоні. Під час навчання він працював помічником сенатора і кандидата у президенти Джорджа Макговерна (до якого він не має ніякого відношення). З 1981 по 1996 також був старшим помічником члена Палати представників Джо Моклі.
Він спеціалізується на правах людини, фокусується на Сальвадорі, Судані і Колумбії. Є одним з ініціаторів розслідування причин і обставин смерті російського юриста Сергія Магнітського та застосування санкцій до російських чиновників.

## Українофобія
- 25 квітня 2018 року, разом із групою конгресменів, виступив зі звинуваченнями на адресу Польщі й України в антисемітизмі[6]. А саме, звинуватив обидві держави та її уряди у возвеличуванні нацистів та заперечуванні Голокосту[7]. 9 травня того ж року Ваад України спростував ці звинувачення, а саму заяву конгресменів від Демократичної Партії назвав «антиукраїнською дифамацією», яку використовує російська пропаганда у війні проти України[8][9].

## Ланки
- Congressman James P. McGovern [Архівовано 2 березня 2015 у Wayback Machine.] official U.S. House site (англ.)
- Biography [Архівовано 7 січня 2015 у Wayback Machine.] at the Biographical Directory of the United States Congress (англ.)